# Aemilia asignata
Aemilia asignata là một loài bướm đêm thuộc phân họ Arctiinae, họ Erebidae.